# Tim Pears
Tim Pears (* 15. November 1956 in Tunbridge Wells, Kent) ist ein britischer Schriftsteller, der 1994 den Hawthornden-Preis erhielt.

## Leben
Pears verließ mit 16 Jahren die Schule und arbeitete danach unter anderem als Buchhändler, Bauarbeiter, Krankenpfleger in einer psychiatrischen Klinik, Leibwächter eines Pianisten, Maler, Dekorateur, Briefsortierer, Filmemacher, Nachtwächter in einem College und Manager einer Kunstgalerie.
Später studierte Pears an der National Film and Television School in Beaconsfield und schloss diese 1993 ab.
Noch im gleichen Jahr erschien sein Debütroman In the Place of Fallen Leaves, für den er 1994 mit dem Hawthornden-Preis sowie mit dem Ruth Hadden Memorial Award ausgezeichnet wurde. Das Buch handelt vom Landleben und den Beziehungen der Jugend zu älteren Generationen im Großbritannien des Jahres 1984.
Sein zweiter Roman In a Land of Plenty (1997) wurde für das Fernsehprogramm der BBC adaptiert und 2001 als zehnteilige Fernsehserie erstmals ausgestrahlt. Darin stellt Pears die Geschichte einer Unternehmerfamilie in einer englischen Kleinstadt in den Jahren von 1952 bis 1992 dar.
Sein im Jahr 2000 veröffentlichter Roman A Revolution of the Sun verwob die Geschichten von sieben ungleichen Personen miteinander, deren Leben sich innerhalb eines Jahres unwiderruflich veränderte zum Beispiel durch die Schwangerschaft einer jungen Frau in London. Wake Up (2002) ist die Geschichte der Gentechnik und des Traums von zwei Brüdern, die einen Gemüseladen betreibt, von essbaren Impfstoffen.
Zuletzt veröffentlichte Pears, der in Oxford lebt, die Romane Blenheim Orchard (2007) sowie Disputed Land (2011).

## Werke
in deutscher Sprache
- Land der Fülle, Originaltitel In a Land of Plenty, 1998, ISBN 3-7645-0030-1[2][3]
- Die Farben eines Sommers, Originaltitel In the Place of Fallen Leaves, 1999, ISBN 3-7645-0067-0
- Der Lauf der Sonne, Originaltitel A Revolution of the Sun, 2001, ISBN 3-7645-0097-2
- Wach auf, Originaltitel Wake up, 2004, ISBN 3-8270-0520-5